# Фунрю
Фунрю (яп. 奮竜 фунрю:, «Яростный дракон») — серия зенитных управляемых ракет, разрабатывавшаяся в Японии в конце Второй мировой войны. Рассматривались японским императорским флотом как средство борьбы с новейшими американскими бомбардировщиками Boeing B-29 Superfortress, обладавшими высокой скоростью и высотностью и поэтому трудноуязвимыми для японских зенитных орудий. В 1945 году было создано и испытано несколько образцов ЗУР «Фунрю», но в связи с капитуляцией Японской Империи работы не были завершены. Все наработки по комплексу были уничтожены после окончания боевых действий.

## История
В 1945 году, в связи с приближением театра военных действий к японской метрополии, Японская Империя начала подвергаться массированным стратегическим бомбардировкам. Японское командование оказалось не готовым к противостоянию с новейшими тяжёлыми бомбардировщиками B-29, сравнимыми или даже превосходившими по скорости и высоте полёта основные японские истребители. В результате, бомбардировочные операции американцев быстро приобрели катастрофический для Японии характер.
Нехватка авиатоплива и отставание японцев в авиации не позволяли развернуть сколь-нибудь существенное количество высокоэффективных перехватчиков. Зенитная артиллерия Японии была в основном представлена устаревшими типами орудий, неспособными поразить летящий B-29. Новых зенитных пушек: 100-мм — Тип 98 и 150-мм — Тип 5, было изготовлено очень мало и к тому же эти тяжёлые орудия были слишком дорогими для массового развёртывания.
Ещё начиная с 1943 года, японский флот испытывал в качестве средства ПВО неуправляемые реактивные снаряды (НУРС). Было изготовлено три серии таких снарядов — «Ро-Цу», «Ро-Са» и «Ро-Та» — но их применение на боевых кораблях продемонстрировало их практическую бесполезность. Тем не менее, задел по ракетному оружию у ВМФ существовал.
В декабре 1945 года[уточнить], авиационно-технический военно-морской арсенал в Йокосуке, начал работу над проектом зенитной управляемой ракеты. Предполагалось, что изготовление и развёртывание зенитных ракет будет проще и дешевле, чем массовое производство стволов тяжёлых зенитных орудий в условиях крайнего дефицита компонентов.

## Конструкция

### «Фунрю-2»
Зенитная ракета «Фунрю-2», единственная испытанная ракета в серии «Фунрю», разрабатывалась как экстренная, импровизационная мера с целью максимально быстрого налаживания производства на недостаточной технической базе. В связи с дефицитом авиатоплива, было решено отказаться от использования на ракете ЖРД. Прорабатывалось использование для ракеты твердотопливного двигателя от одного из флотских НУРС, но в итоге был разработан специальный двигатель ST-44 на 18 пороховых шашках, способный развивать тягу в 2400 кгс на 3,5 с. Предполагалось, что скорость ракеты составит порядка 220 м/с, при дальности и высоте около 5 км.
Ракета имела простой цилиндрический корпус, с закруглённым носовым обтекателем и коническим соплом в кормовой части . В центре корпуса располагались четыре крыла, а в кормовой части — четыре стабилизатора. Управление ракетой осуществлялось с помощью элеронов на крыльях. Длина ракеты составляла порядка 2,4 масса — 370 кг. В качестве боевой части предполагалось использование (для упрощения конструкции) обычной фугасной авиабомбы весом около 50 кг.
Управление ракетой должно было быть радиокомандным, с гироскопической стабилизацией и отслеживанием полёта ракеты визуально. Оператор должен был, удерживая в поле зрения ракету и цель, управлять её полётом с помощью вращающихся ручек на передатчике (какое-либо подобие джойстика для упрощения управления отсутствовало).
Единственное испытание ракеты было проведено в июле 1945 года с удовлетворительными результатами. Тем не менее, была отмечена плохая устойчивость ракеты, а её характеристики были сочтены недостаточными для поражения высоколетящих бомбардировщиков.

### «Фунрю-3»
«Фунрю-3» рассматривалась как улучшенная версия «Фунрю-2», оснащённая ЖРД. Предполагалось, что она будет иметь большую эффективную дальность и скорость полёта. Работы были остановлены в июле 1945 года, после того как выяснилась недостаточная принципиальная устойчивость «Фунрю-2».

### «Фунрю-4»
Ещё до завершения работ над «Фунрю-2», стало ясно, что эта ракета не в состоянии достичь характеристик, позволяющих ей эффективно бороться с B-29. Тем не менее, работы над программой дали ценные результаты и подтвердили принципиальную возможность создания зенитных ракет. Япония считала возможным продолжить работы в этом направлении.
Весной 1945 года, инженеры ВМФ начали работу над более крупной ракетой «Фунрю-4», способной эффективно бороться с американскими бомбардировщиками.
Ракета должна была иметь длину около 4 метров. В движение её приводил ракетный двигатель KR-20, лицензионная версия германского ЖРД Walter HWK 109-509A-2, применявшегося на ракетном перехватчике Messerschmitt Me.163 Komet. Двигатель работал на гидразине и перекиси водорода и развивал тягу порядка 14,7 кН. Расчётная тяга двигателя оказалась меньше веса ракеты, поэтому запуск рассчитывалось проводить под большим углом к вертикали, за счёт действия аэродинамических сил. По расчётам японцев, запаса топлива должно было хватить на 5 минут работы двигателя.
Система управления ракеты — ручная, радиокомандная с визуальным слежением за целью и ракетой и передачей кодированных команд по единственному каналу связи. Подрыв боевой части осуществлялся радиокомандным взрывателем.
Первый образец ракеты был представлен на стендовые испытания 16 августа 1945 года, через день после капитуляции Японии.
Все образцы ракеты были уничтожены.